# جورج إنرايت
جورج إنرايت (بالإنجليزية: George Enright)‏ هو لاعب كرة قاعدة أمريكي، ولد في 9 مايو 1954 في نيو بريتن في الولايات المتحدة.

## وصلات خارجية
- جورج إنرايت على موقعبيزبول رفرنس.كوم (الدوري الرئيسي) (الإنجليزية)
- جورج إنرايت على موقعبيزبول رفرنس.كوم (الدوري الثانوي) (الإنجليزية)